# 禾山区
禾山区（1945年10月—1958年1月）是福建省厦门市历史上的一个市辖区。
1945年10月，厦门市设禾山区。1946年6月1日，禾山区辖：文灶、双涵、莲坂、吕厝、江头、安兜、蔡塘、前村、何厝、泥金、湖里、仙岳、高林、殿前、寨上、坂上、高崎、钟宅、湖边、岭兜等20个保。1947年，禾山区原20个保缩编为14个保。1948年9月，禾山区将原安兜、高崎、殿前、寨上4个保并为2个保，后又恢复为4个保。
1950年3月，废除保甲制，禾山区的保、甲改为乡、村；同年5月2日，厦港区撤销，原厦港区之长塔、曾溪和大澳部分农业区划归禾山区，此时，禾山区辖：江头、梧村、五通、钟宅、高殿、何厝、曾塔等7个乡。1954年3月4日，区公所改为区人民政府；12月，禾山区辖：高殿、钟宅、江头、梧村、何厝、曾塔、五通、前埔（何厝乡析设）、后坑（初名侯卿乡，江头乡析设）、湖里（高殿乡析设）、枋湖（1951年7月，钟宅乡析设）、莲坂（1954年2月，梧村乡析设）、高林（1954年，五通乡析设）等13个乡。1956年6月，禾山区辖：江头（莲坂乡、梧村乡并入）、何厝（前埔乡、后坑乡并入）、钟宅（枋湖乡并入）、五通（高林乡并入）、高殿（湖里乡并入）、曾塔等6个乡。1955年，区人民政府改称区人民委员会。1957年8月27日，成立厦门市人民委员会郊区行政办事处，禾山区归其领导。1958年1月，禾山区撤销，其所辖地域由郊区行政办事处直接管辖。